# إلسا دي جيورجي
إلسا دي جيورجي (بالإيطالية: Elsa De Giorgi) (مواليد 26 ديسمبر 1914 في بيزارو - 12 ديسمبر 1997 في روما، لاتسيو)، هي ممثلة إيطالية بدأت مسيرتها الفنية عام 1933.

## الأعمال
- 1975: سالو، أو 120 يوما من سدوم

## وصلات خارجية
- إلسا دي جيورجي على موقع IMDb (الإنجليزية)
- إلسا دي جيورجي على موقع ألو سيني (الفرنسية)
- إلسا دي جيورجي على موقع أول موفي (الإنجليزية)
- إلسا دي جيورجي على موقع قاعدة بيانات الفيلم (الإنجليزية)
- إلسا دي جيورجي على موقع كينوبويسك (الروسية)